# Mirtecaina
La mirtecaina, nota anche come nopossamina, è un anestetico locale esistente anche come laurilsolfato e utilizzato come pomata o crema nel trattamento del dolore muscolare e delle articolazioni. È utilizzato anche, in associazione ad acetoacetato di alluminio e solfato di galattano, nel trattamento dell'ulcera gastrica e duodenale.
La mirtecaina laurilsolfato è dotata, inoltre, di proprietà attività spasmolitica.